# Borowik szlachetny

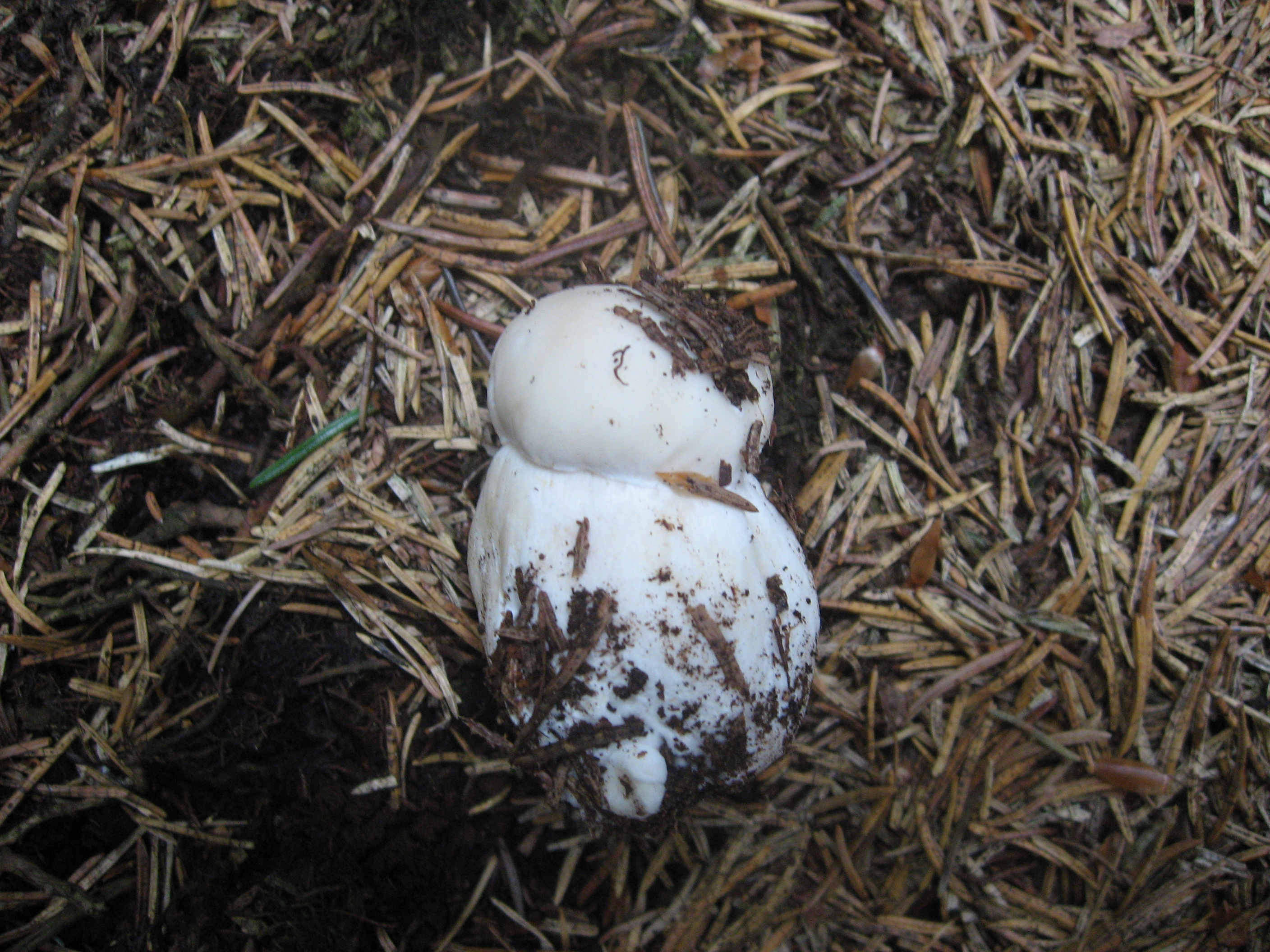
Młody owocnik borowika szlachetnego

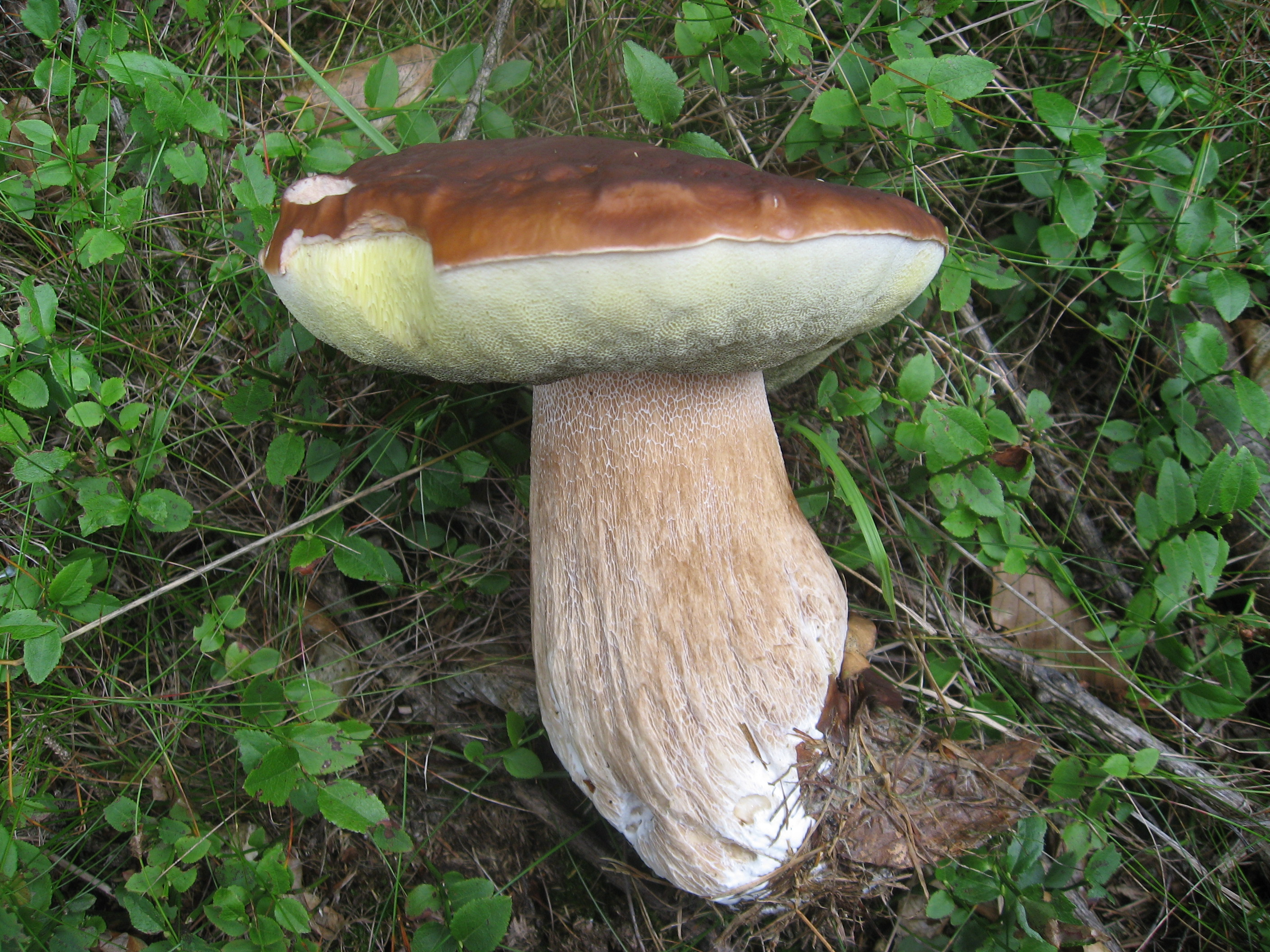
Stary owocnik borowika szlachetnego

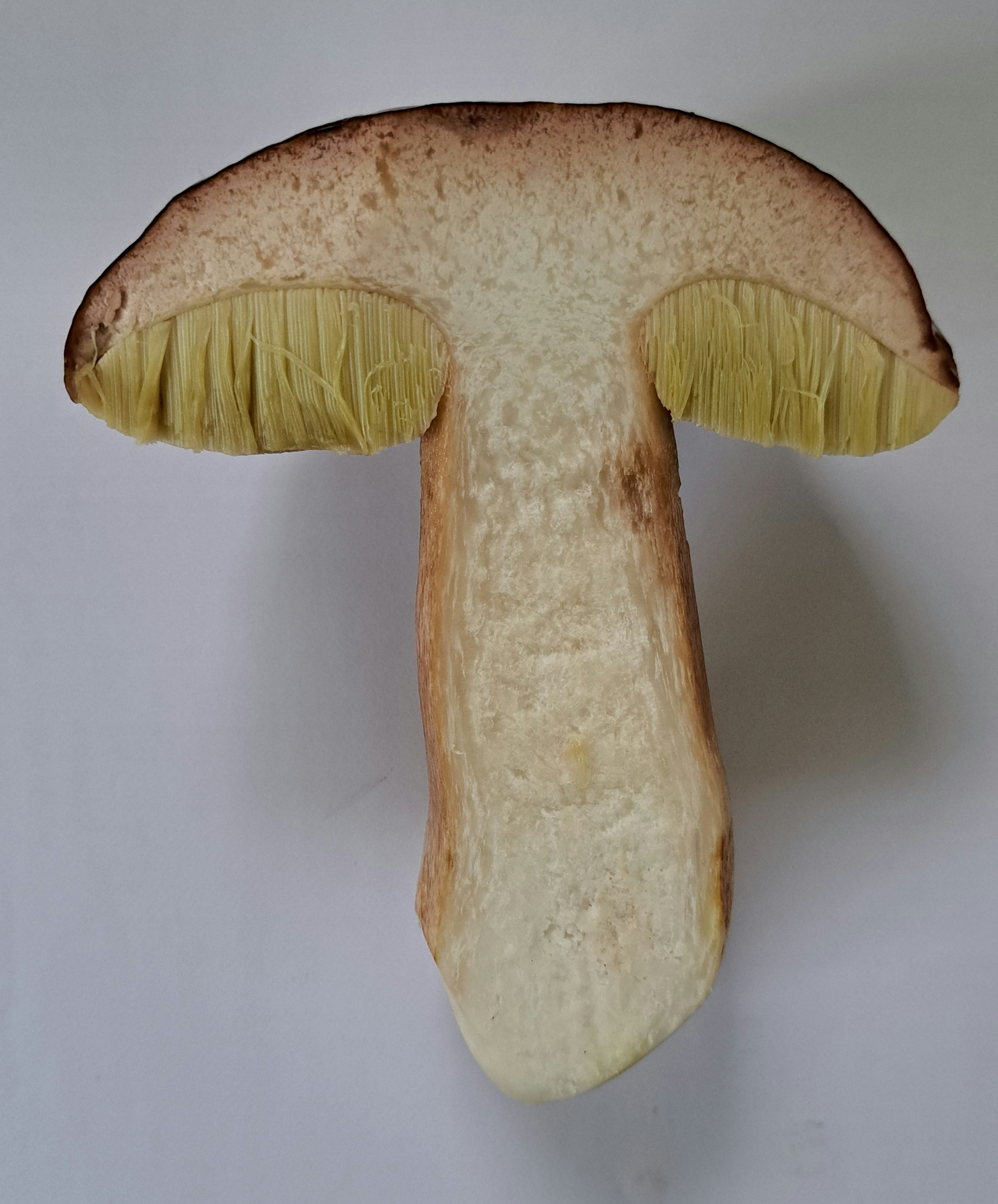
Przekrój poprzeczny dojrzałego owocnika

Borowik szlachetny (Boletus edulis Bull.) – gatunek grzybów z rodziny borowikowatych (Boletaceae).

## Systematyka i nazewnictwo
Pozycja w klasyfikacji według Index Fungorum: Boletaceae, Boletales, Agaricomycetidae, Agaricomycetes, Agaricomycotina, Basidiomycota, Fungi.
Niektóre synonimy naukowe
Ma ok. 60 synonimów naukowych. Niektóre z nich:

- Boletus betulicola (Vassilkov) Pilát & Dermek 1974
- Boletus edulis f. albus (Pers.) J.A. Muñoz 2005
- Boletus edulis f. arcticus Vassilkov 1966
- Boletus edulis f. betulicola (Vassilkov) Vassilkov 1966
- Boletus edulis f. laevipes (Massee) Vassilkov 1966
- Boletus edulis subsp. betulicola (Vassilkov) Hlaváček 1994
- Boletus edulis subsp. trisporus Watling 1974
- Boletus edulis var. arcticus (Vassilkov) Hlaváček 1994
- Boletus edulis var. betulicola Vassilkov 1948
- Boletus edulis var. laevipes Massee 1892
- Boletus esculentus ß albus Pers. 1825
- Boletus persoonii Bon 1988
- Boletus solidus Sowerby 1809
- Dictyopus edulis (Bull.) Forq. 1890
- Leccinum edule (Bull.) Gray 1821

Nazwy zwyczajowe
Występujące w nazwie naukowej łacińskie słowo edulis oznacza jadalny. Do polskiej literatury mykologicznej nazwę borowik szlachetny wprowadziła Alina Skirgiełło w 1960. W polskich taksonomiach ludowych grzyb ten znany jest pod wieloma nazwami zwyczajowymi. Współcześnie poza najczęściej stosowaną nazwą zwyczajową borowik szlachetny, do popularnych określeń gatunku należą: prawdziwek i borowik jadalny. Dawniej w języku polskim używano wielu określeń: borowik, grabak, grzyb borowik (też: borownik, borowy), grzyb jadalny, grzyb majowy, grzyb prawdziwy, grzyb sprawiedliwy, grzyb właściwy, prawdzik oraz grzyb prawy, prawak, prawik, przawdziwik, prawdziwiec, grzyb dębowy. Poza tym ze względu na to, że młode osobniki borowika szlachetnego rozwijające się pod igliwiem są barwy białej, bywa on nazywany też grzybem białym.
Ma jeszcze nazwę, związaną ze zmianami w taksonomii botanicznej. Dawniej borowiki rosnące pod brzozami zaliczano do odrębnego gatunku – borowik brzozowy Boletus betulicola (Vasilk.), według aktualnych ustaleń taksonomicznych jest to synonim borowika szlachetnego, które w zależności od przyjętego systemu taksonomicznego Komisja ds. Polskiego Nazewnictwa Grzybów Polskiego Towarzystwa Mykologicznego rekomenduje określać jako: borowik szlachetny, borowik szlachetny podgatunek brzozowy, borowik szlachetny odmiana brzozowa lub borowik szlachetny forma brzozowa. Podobnie jest z Boletus edulis f. citrinus o zalecanych nazwach: borowik szlachetny, borowik szlachetny odmiana cytrynowa lub borowik szlachetny forma cytrynowa oraz Boletus edulis var. piceicola o zalecanych nazwach: borowik szlachetny lub borowik szlachetny odmiana świerkowa.

## Morfologia
Kapelusz
Ma średnicę od 6 do 25 centymetrów. U młodych osobników jest zwykle barwy białej, później piaskowej. Z czasem staje się jasnobrązowy i ciemnobrązowy. Rzadko zdarza się, aby kapelusz borowika szlachetnego był barwy karminowej. Kształt kapelusza początkowo jest gładki i półkolisty, później bardziej wypukły, stare okazy są poduszkowato rozpostarte. Powierzchnia kapelusza jest matowa, bywa pomarszczona, w czasie deszczu i u osobników starszych – staje się gładka i lepka.
Hymenofor
Drobne, okrągławe na przekroju rurki o długości od 8 do 30 milimetrów. Dają się łatwo oddzielić od miąższu kapelusza. Pory i rurki u młodych owocników są zwykle barwy białej bądź kremowej. U osobników starszych są one żółtawooliwkowe, żółtozielone i oliwkowozielone. U nasady hymenofor jest zatokowo wycięty.
Podstawki osiągają rozmiary 32–40 × 10–12 µm, maczugowate z 4 zarodnikami.
Trzon
Ma wysokość od 5 do 20 centymetrów, a grubość od 1,5 do 10 centymetrów. Jest koloru białego, szarobiaławego lub piaskowego. U młodych osobników borowika szlachetnego trzon jest pękaty i głęboko osadzony w ziemi, później wydłuża się, staje się maczugowaty i baryłkowaty. Posiada delikatną siateczkę o białawym lub jasnobrązowym zabarwieniu, widoczną zwłaszcza w górnej części trzonu.
Miąższ
Zwykle ma kolor biały, rzadziej kremowy lub piaskowy, pod skórą czerwonawobrązowy. U młodych osobników jest on twardy, a u starszych gąbczasty. Nie zmienia zabarwienia na powietrzu ani w trakcie krojenia. Zapach ma przyjemny, a smak opisywany jako orzechowy.
Zarodniki
Mają 14–18 × 4,5–7 µm średnicy i mają wrzecionowaty kształt oraz gładką powierzchnię. Zwykle są barwy białej, ciemnooliwkowej lub oliwkowobrązowej. Rozprzestrzeniane są przez ruchy powietrza.

## Występowanie i siedlisko
Występuje w Ameryce Północnej (głównie na zachód od Gór Skalistych, rzadziej w części centralnej i wschodniej kontynentu) i w Europie. Ponadto został zawleczony do Nowej Zelandii i południowej Afryki. W Polsce często spotykany zwłaszcza w górach, rzadziej na niżu, zwykle rzadki w okolicach wielkich miast.
Borowik szlachetny występuje zarówno w lasach iglastych, liściastych, jak i mieszanych. Grzyb ten tworzy mikoryzę z licznymi gatunkami drzew, jednak głównie ze świerkami dlatego najobficiej występuje w górskich drzewostanach świerkowych. Preferuje drzewostany w średniej klasie wieku, w starszych drzewostanach iglastych ustępuje podgrzybowi brunatnemu. Owocniki pojawiają się najczęściej i najliczniej w okresie od maja do listopada, zdarzają się także w grudniu (np. w 2000 roku). Owocniki wyrastają pojedynczo, często w niewielkich grupach po kilka, bywa także, że tworzą kręgi.
Do prawidłowego rozwoju borowika szlachetnego potrzebne są nie tylko korzenie właściwego gatunku drzewa. Na powierzchni kory tworzy on ryzomorfy – wyraźnie widoczne gołym okiem sznury grzybniowe, które rozchodzą się w glebie w różnych kierunkach i tworzą okazałe owocniki. Jednak aby strzępki jego grzybni połączyły się z korzeniami drzew, w podłożu muszą się znajdować bakterie z rodzaju Pseudomonas.

## Borowik szlachetny a zwierzęta
Owocniki smakują ludziom, ale też stanowią pokarm wielu gatunków zwierząt. Amatorami ich są przede wszystkim myszy polne i leśne, chrząszcze, ślimaki i czerwie muchówek. W Stanach Zjednoczonych obserwowano żerowanie na larwach obecnych w owocnikach „prawdziwków” ptaków z gatunku pasówka rudosterna. Grzybnia może być przez owady lub inne zwierzęta przenoszona i w ten sposób grzyb może zajmować nowe stanowiska.

## Klasyfikacja
Grzyby z grupy Boletus edulis w poszczególnych klasyfikacjach uzyskiwały różną rangę – od form i odmian do podgatunków i odrębnych gatunków (wówczas nazwa B. edulis sensu lato oznaczała gatunek zbiorowy). Różnice wiążą się głównie z preferencjami siedliskowymi, barwą kapelusza i wykształceniem siateczki na trzonie. Taksonami wyróżnianymi obecnie w randze odrębnych gatunków, niegdyś łączonymi w jeden takson tej rangi są: borowik sosnowy (Boletus pinophilus Pilát & Dermek), borowik usiatkowany (Boletus reticulatus Schaeff.), borowik ciemnobrązowy (Boletus aereus Bull.). Systematyka tej grupy wciąż nie jest ustalona w oparciu o kompleksowe badania DNA. Nie stwierdzono między poszczególnymi taksonami istotnych różnic w budowie mikroskopowej.

## Gatunki podobne

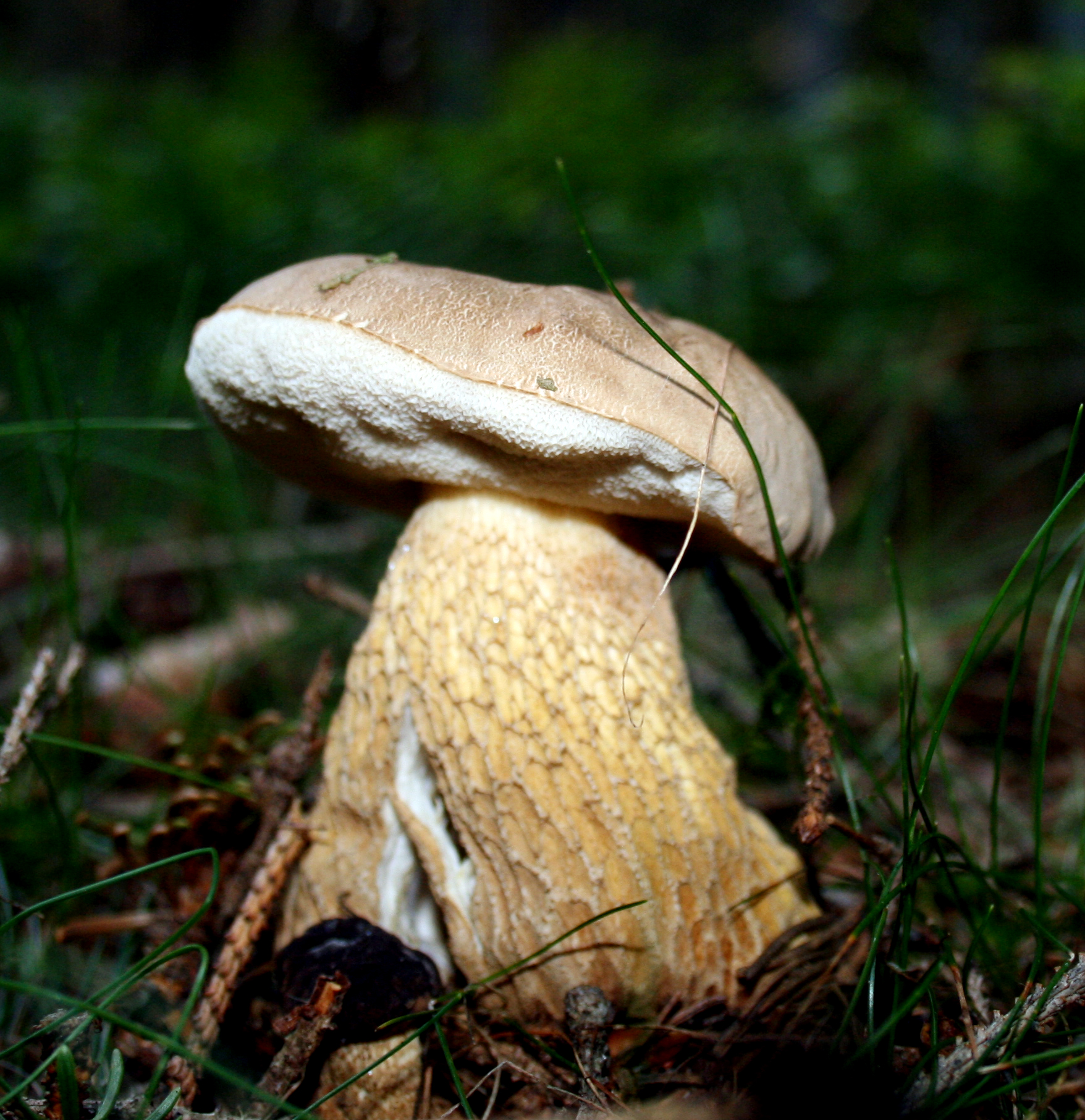
Goryczak żółciowy, czasem mylony z borowikiem szlachetnym

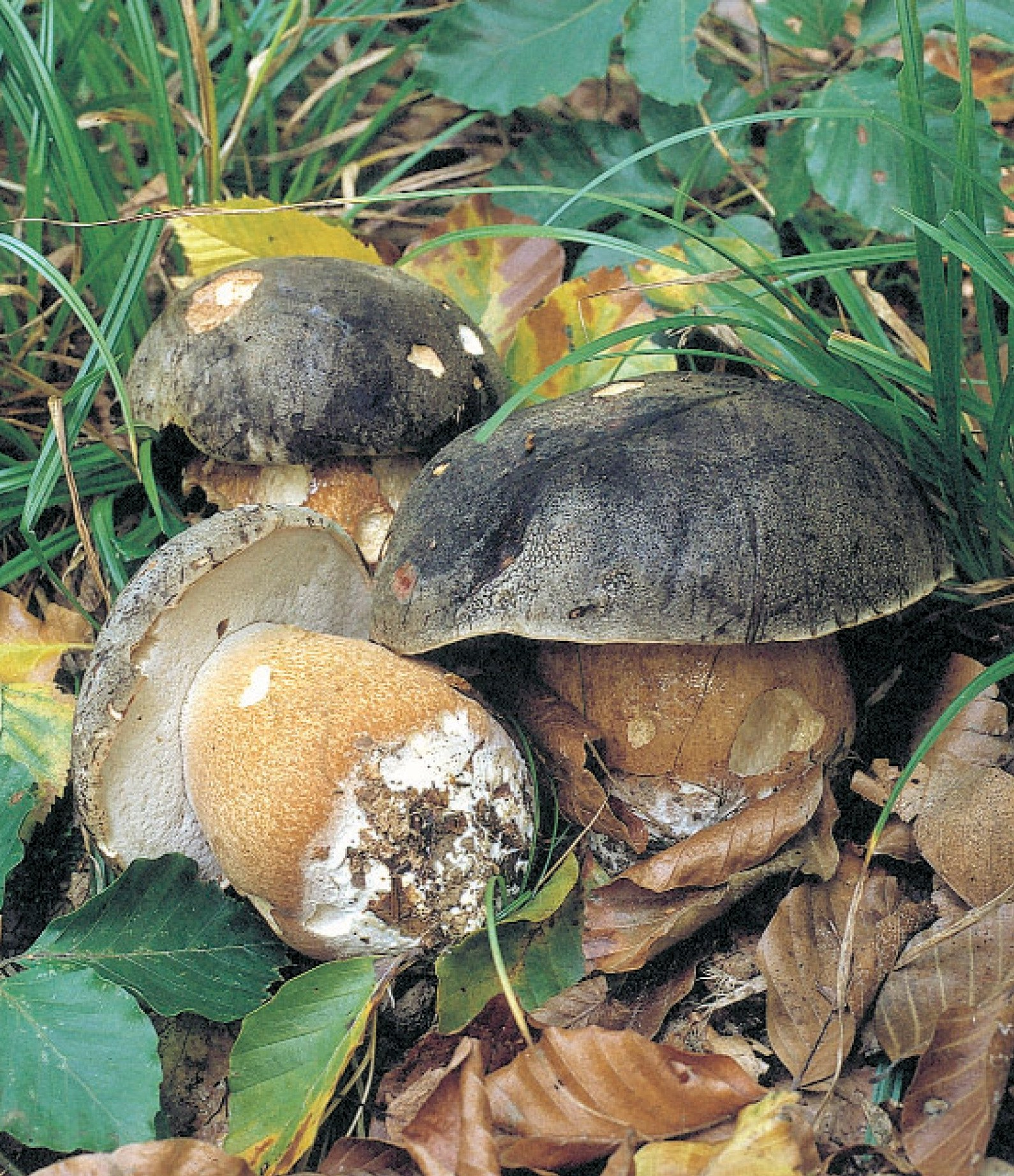
Borowik ciemnobrązowy

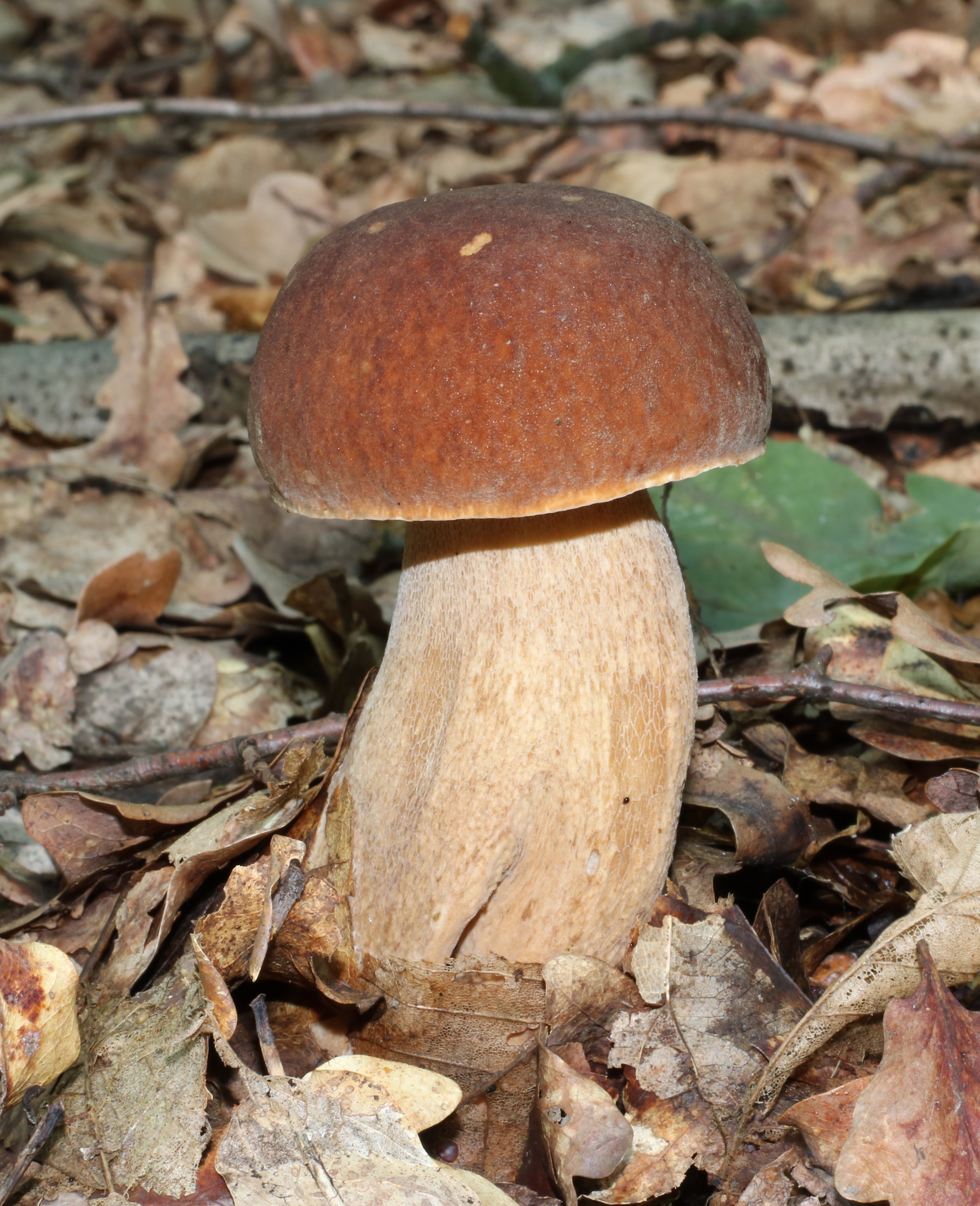
Borowik usiatkowany

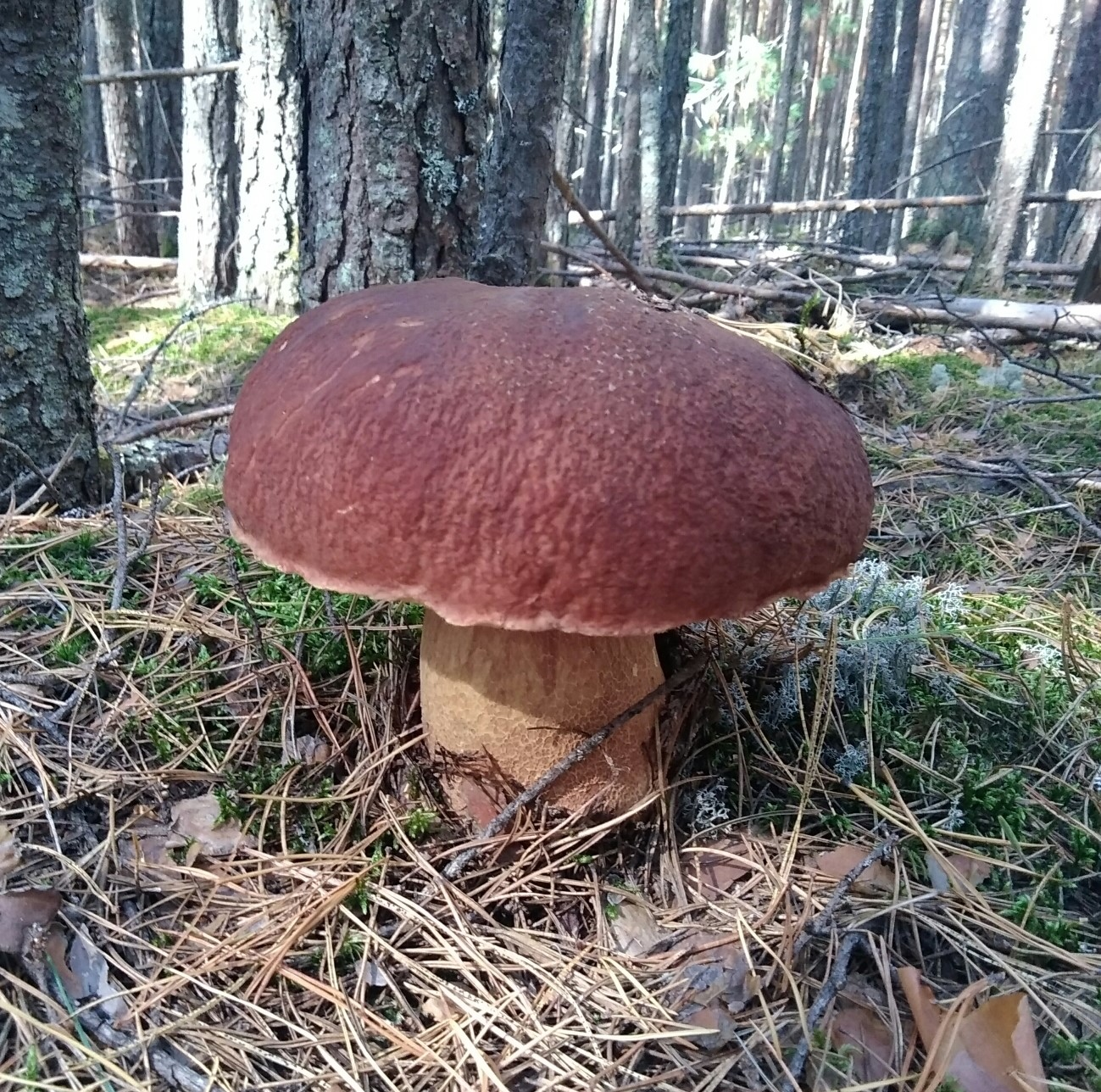
Borowik sosnowy

Borowik szlachetny mylony jest z innymi gatunkami borowików, do niedawna uważanymi raczej za jego odmiany. W Europie Środkowej najłatwiej pomylić go z borowikiem ciemnobrązowym, który wygląda niemal identycznie jak borowik szlachetny. Jedyną cechą, która różni te dwa gatunki jest kolor kapelusza, który u borowika ciemnobrązowego jest znacznie ciemniejszy niż u szlachetnego. Podobny borowik usiatkowany (Boletus reticulatus) ma zwykle popękaną skórkę kapelusza i ciemniejszy trzon z wyraźniejszą siatką. Z kolei borowik sosnowy (Boletus pinophilus) wyróżnia się zarówno kapeluszem, jak i trzonem o barwie czerwonobrązowej. Poza tym borowik szlachetny odróżnia się od borowika sosnowego i usiatkowanego miejscem najczęstszego występowania. Borowika szlachetnego najczęściej znaleźć można pod świerkami, borowika sosnowego pod sosnami, a borowika usiatkowanego pod dębami i bukami.
W Ameryce Północnej najbardziej podobne gatunki to: Boletus variipes, B. nobilis, B. barrowsii.
Borowik bywa mylony z goryczakiem żółciowym (Tylopilus felleus), powszechnie spotykanym w Polsce niejadalnym grzybem, który ma bardzo gorzki smak (po zmieszaniu z grzybami jadalnymi psuje wszelkie walory smakowe potrawy) i może wywołać niedyspozycje żołądkowe. W młodym stadium goryczak wygląda bardzo podobnie do borowika szlachetnego, jednak jego rurki niebawem stają się lekko różowe lub przybierają odcień winnej czerwieni. Po dotknięciu goryczak żółciowy brązowieje, w przeciwieństwie do borowika, który nie zmienia swojej barwy. Grzyby te można jednoznacznie rozróżnić na podstawie trzonu, który w przypadku goryczaka ma barwę jasnożółtawą i jest pokryty ciemniejszą, brązowawą, wypukłą i wyczuwalną siateczką, znacznie wyraźniejszą niż w przypadku borowika.

## Ochrona
Zręby zupełne eliminują ten gatunek z lasów (powtórna kolonizacja terenu jest możliwa po odnowieniu drzewostanu). W Ameryce Północnej stwierdza się długoterminowy spadek ilości zarodników tego gatunku, za co wini się gospodarkę leśną, w szczególności intensywne użytkowanie i pozyskiwanie drewna. Szkodliwe oddziaływanie ma zwłaszcza niszczenie lub usuwanie ściółki leśnej. Drastyczny spadek liczebności tego gatunku rejestrowany jest w wielu miejscach Europy. Nadmierne pozyskanie ze stanowisk naturalnych powoduje ograniczenie częstości występowania, zwłaszcza w okolicach dużych miast.
W Polsce gatunek ten był umieszczony na „Czerwonej liście grzybów wielkoowocnikowych zagrożonych w Polsce” w jej wydaniu z 1992, z kategorią zagrożenia V (gatunek zagrożony). W kolejnym wydaniu listy w 2006, borowik jadalny już nie został w niej uwzględniony.

## Znaczenie

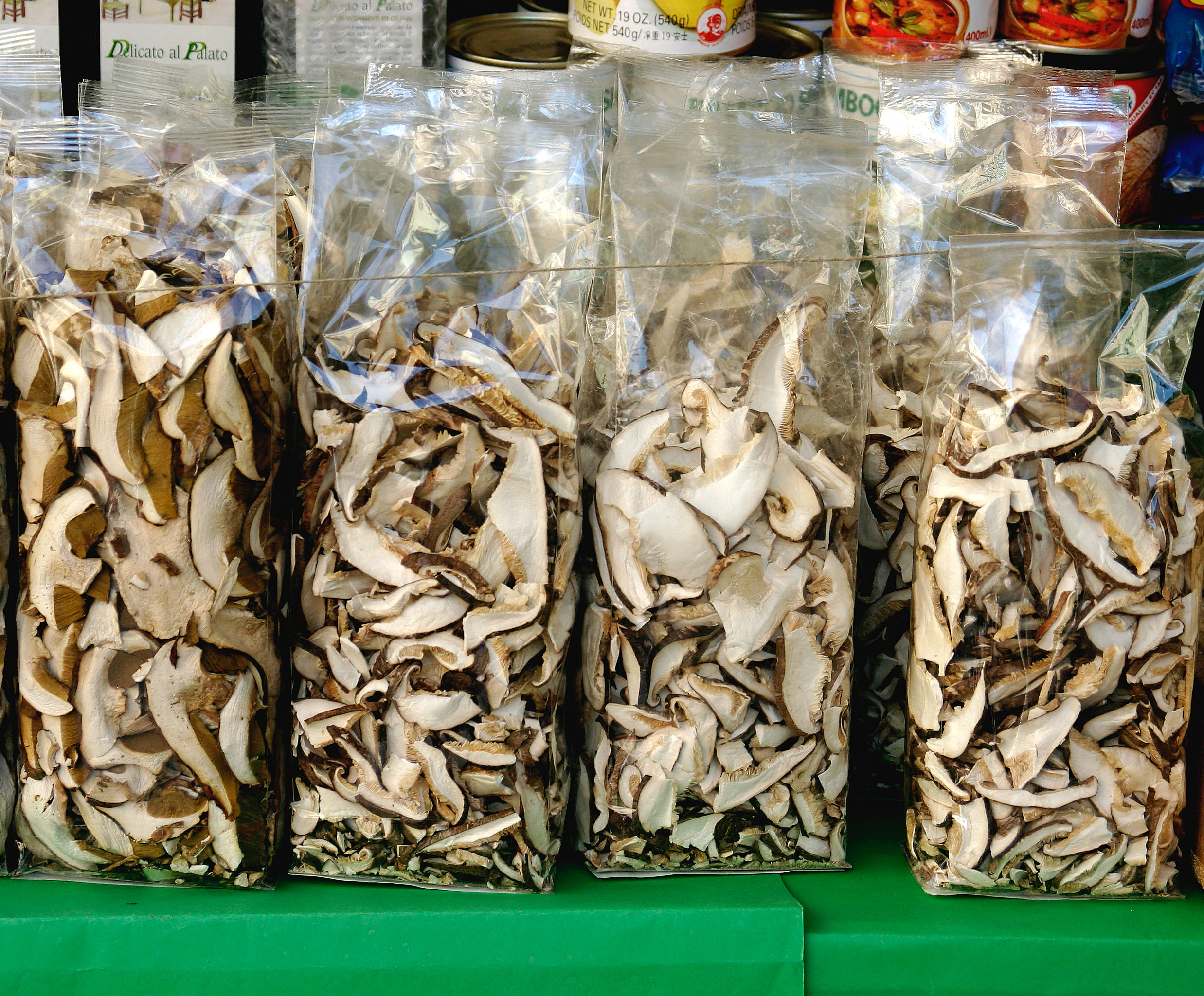
Suszone borowiki szlachetne

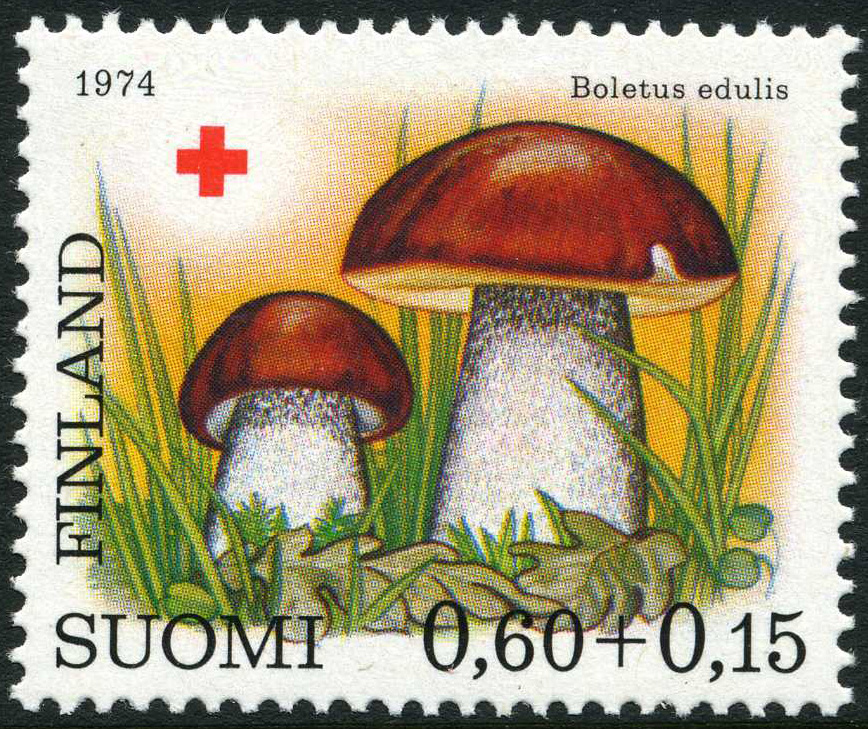
Na fińskim znaczku

Grzyb jadalny
Skład chemiczny: Borowik szlachetny wyróżnia się wśród grzybów wysoką zawartością białka wynoszącą ok. 5,5%. Mimo podobnej zawartości białek jak w chlebie i mleku – białka borowika są w części tylko dostępne ze względu na niemożność strawienia przez człowieka ścian komórkowych zbudowanych z chityny. Dostępność białek zwiększa rozdrabnianie grzybów i ich obróbka cieplna. Dominującym składnikiem jest woda (80–90%). Pozostałe składniki to głównie węglowodany, przy czym dominuje wspomniana chityna. Nieznaczny, kilkuprocentowy udział mają strawne węglowodany. Około 1% stanowią składniki mineralne. W zestawieniach porównawczych wartości odżywczych popularnych produktów borowik suszony zajmuje pierwsze miejsce pod względem zawartości fosforu, witaminy B2, witaminy B3, pod względem zawartości żelaza ustępuje tylko kaszance, jest też stosunkowo bogatym źródłem magnezu i witaminy C. Borowik szlachetny należy do grzybów wyróżniających się gromadzeniem niewielkich tylko ilości cezu. Obecność tego promieniotwórczego pierwiastka stwierdzono w zwiększonych ilościach w środkowoeuropejskich grzybach po katastrofie w Czarnobylu. Z kolei na 20 gatunków grzybów zbieranych w Polsce, właśnie borowik szlachetny cechuje się najwyższą koncentracją promieniotwórczego izotopu polonu 210Po, dla którego gatunek ten jest doskonałym bioindykatorem. Dla przyjęcia dawki promieniowania w wysokości 37 μSv trzeba byłoby spożyć 5 kg świeżych i silnie skażonych grzybów.
Zastosowania kulinarne: Borowik szlachetny znajduje szerokie zastosowanie w kuchniach europejskich. Ze względu na aromatyczny i zwarty miąższ borowiki zalecane są do sporządzania sałatek i suszenia. Sporządza się z nich sosy i zupy grzybowe. Sosy mogą być spożywane zarówno z wszelkiego rodzaju makaronami, ryżem czy kaszą, jak i mogą być dodatkiem do mięs. Borowiki szlachetne dodawane są także do włoskiego risotto. Poza tym często spożywa się je sauté z dodatkiem masła. Są one składnikiem wielu potraw prowansalskich i wiedeńskich.
W Polsce borowik szlachetny znajduje zastosowanie jako składnik bigosu, kapusty z grzybami, uszek do barszczu, pierogów z grzybami oraz wielu innych tradycyjnych potraw kuchni polskiej. Często jest marynowany w zalewie octowej.
Jednym z produktów na bazie borowika szlachetnego są tzw. borowiki wielkopolskie. Są to całe, małe, marynowane owocniki borowika. Wielkość kapeluszy borowików wielkopolskich może wynosić co najwyżej 3 centymetry, a trzon nie może mierzyć więcej niż 1,5 centymetra. Zalewa potrzebna do przygotowania do borowików wielkopolskich ma smak słodko-kwaśny, podkreślający walory smakowe borowika szlachetnego. 28 lutego 2006 borowik wielkopolski został wpisany na Listę Produktów Tradycyjnych w kategorii „inne produkty”.
Zastosowania handlowe: Wizerunek borowika szlachetnego wykorzystywany jest w celach komercyjnych. Grzyb ten pojawia się na opakowaniach wielu produktów spożywczych o smaku grzybowym. Najbardziej pospolitym przypadkiem takiego użycia jest wizerunek borowika na etykietach serów twarogowych dostępnych na polskim rynku. W 2007 na polskim rynku pojawiły się chipsy o smaku borowikowym, wyprodukowane przez jedną z firm. Na opakowaniu zamieszczono zdjęcie borowika szlachetnego.
Borowik szlachetny wymieniony został na pierwszym miejscu w wykazie grzybów dopuszczonych do obrotu lub produkcji przetworów grzybowych albo środków spożywczych zawierających w swoim składzie grzyby stanowiącym załącznik do Rozporządzenia Ministra Zdrowia z dnia 19 grudnia 2002 w sprawie grzybów dopuszczonych do obrotu lub produkcji przetworów grzybowych albo artykułów spożywczych zawierających grzyby oraz uprawnień klasyfikatora grzybów i grzyboznawcy (Dz. U. Nr 21 z 10 lutego 2003 r., poz. 178).
Historia użytkowania: Borowiki szlachetne na terenach krajów słowiańskich są od dawna jednym z elementów pożywienia, jakie dawały człowiekowi w okresie zbieractwa lasy i puszcze. Początkowo borowiki były suszone, a następnie używane jako przyprawy do różnych potraw. W późniejszych czasach były one gotowane lub kiszone, a od XVI wieku marynowane. Rodzaje marynat do przygotowania prawdziwków, jak i innych grzybów zależały od użytego do zalewy octu i przypraw oraz sposobu jej wykonania. Marynowane grzyby znalazły uznanie w kuchni szlacheckiej oraz kuchni magnackiej. Dopiero w późniejszych czasach, wraz z rozwojem kapitalizmu takie przetwórstwo dotarło na tereny wiejskie. Marynowane borowiki nie były produktem spożywanym na co dzień, lecz były spożywane podczas uroczystości i świąt.
Uprawa: Jak dotychczas próby uprawy borowika szlachetnego w celach konsumpcyjnych były daremne, ze względu na ścisłą symbiozę z określonymi drzewami i innymi organizmami, konieczną dla wydania owocników.
Mikoryza
Udaje się szczepić grzybnią borowika szlachetnego sadzonki drzew (tzw. szczepionki mikoryzowe) w celu wzmocnienia ich rozwoju. W doświadczeniu mimo potwierdzenia obecności grzybni prawdziwka na korzeniach 82% szczepionych drzew po 6 latach uprawy – nie zarejestrowano owocników.
Filatelistyka
Pierwszy raz borowik szlachetny znalazł się na znaczku pocztowym wyemitowanym przez Pocztę Polską 8 maja 1959 roku. Ząbkowany znaczek w formie trójkątnej, o nominale 40 gr wydany został w serii Grzyby Polski. Wydrukowano 9 955 200 sztuk, techniką rotograwiury, na papierze niepowlekanym. Autorem projektu znaczka był grafik Czesław Borowczyk. Cała seria pozostawała w obiegu do 31 grudnia 1994 roku.
Kolejny znaczek z borowikiem szlachetnym Poczta Polska wyemitowała 29 sierpnia 2014 r. w serii Grzyby w polskich lasach. Autorem projektu znaczka o nominale 4,20 zł była Marzanna Dąbrowska. Znaczek wydrukowano techniką offsetową, na papierze fluorescencyjnym, w nakładzie 400 000 sztuk.

## Rekordy
Wyróżniające się wielkością okazy prawdziwków są przedmiotem nierzadkich doniesień medialnych w sezonie grzybobrania. Przykłady szczególnie efektownych znalezisk to okaz o wadze 3 kilogramów i osiągający 42 cm wysokości okaz o wadze 1,45 kg z okolic Korzybia. W dawnym Związku Radzieckim znaleziono prawdziwka o wadze 6 kg. Rekordowy prawdziwek znaleziony w Polsce ważył prawie 7,5 kg.